# Losa del Obispo
Losa del Obispo (valencianisch: La Llosa del Bisbe) ist eine Gemeinde (municipio) mit 523 Einwohnern (Stand: 2024) in der spanischen Provinz Valencia. Sie befindet sich in der Comarca Los Serranos.

## Geografie
Losa del Obispo liegt etwa 65 Kilometer westnordwestlich vom Stadtzentrum Valencias in einer Höhe von ca. 390 m.

## Demografie
| 1900 | 1910 | 1920 | 1930 | 1940 | 1950 | 1960 | 1970 | 1981 | 1991 | 2001 | 2011 | 2021 |
| ---- | ---- | ---- | ---- | ---- | ---- | ---- | ---- | ---- | ---- | ---- | ---- | ---- |
| 789  | 796  | 839  | 686  | 691  | 737  | 629  | 596  | 476  | 478  | 434  | 564  | 531  |

## Sehenswürdigkeiten

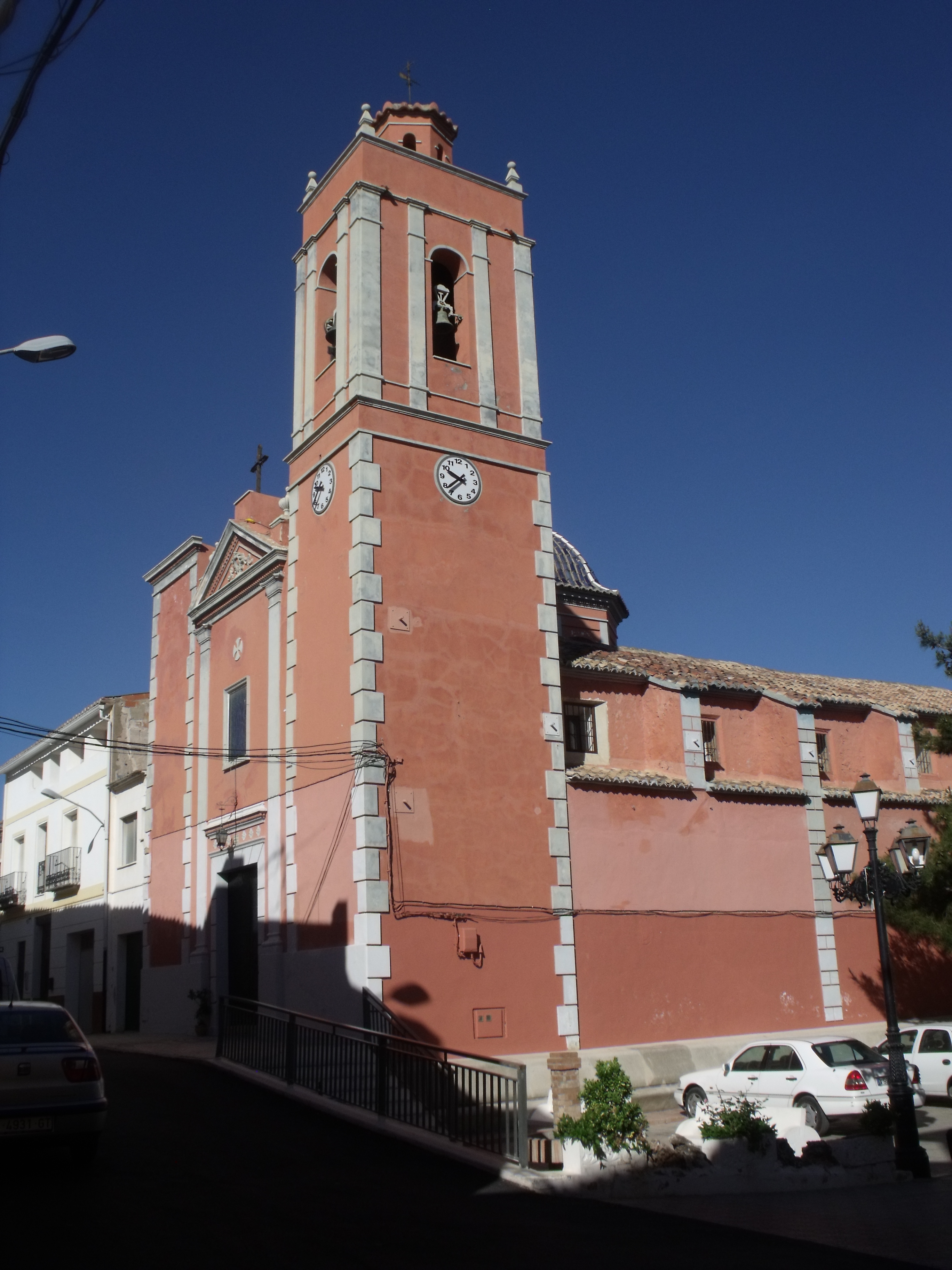
Sebastianuskirche
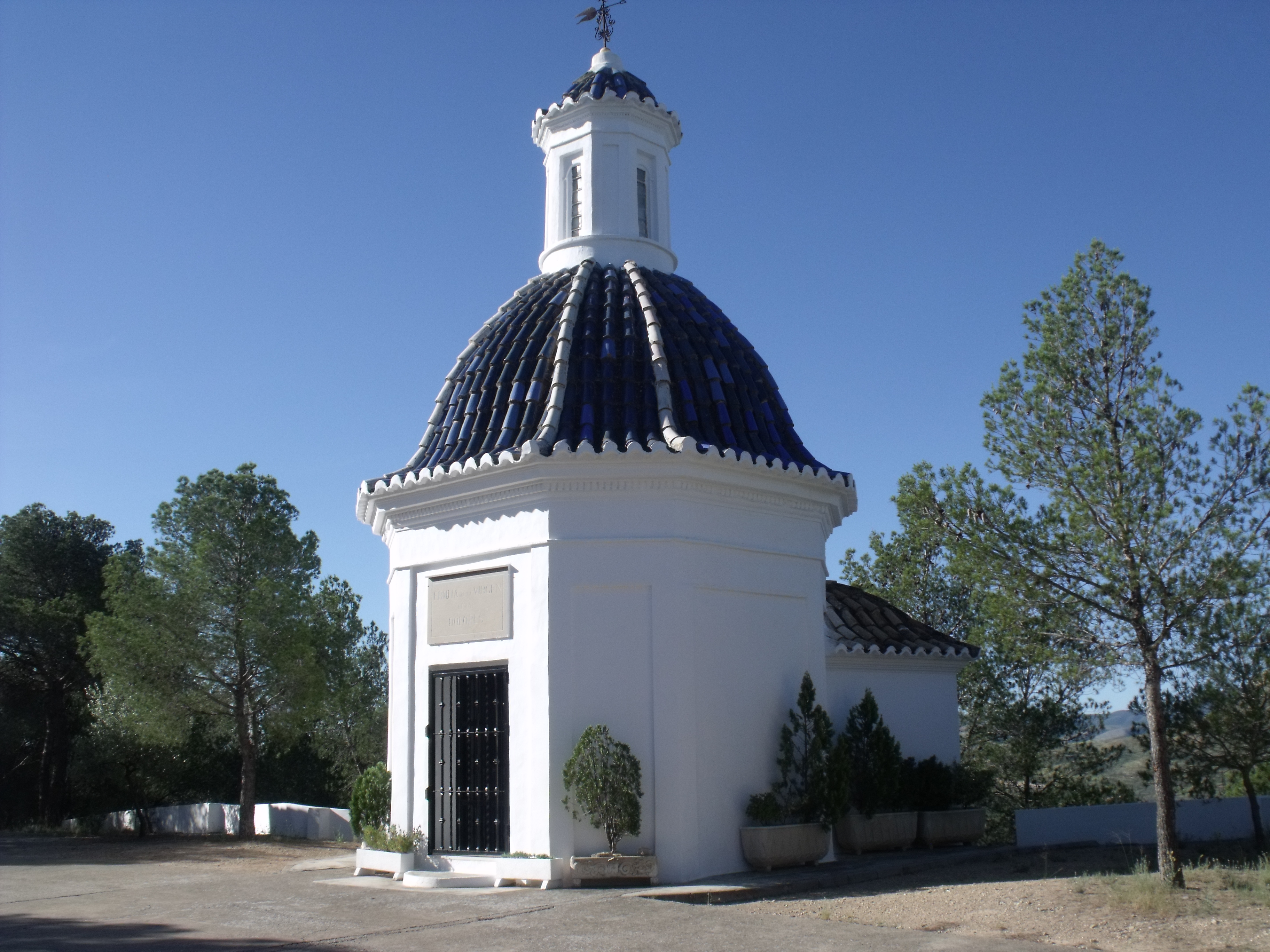
Marienkapelle
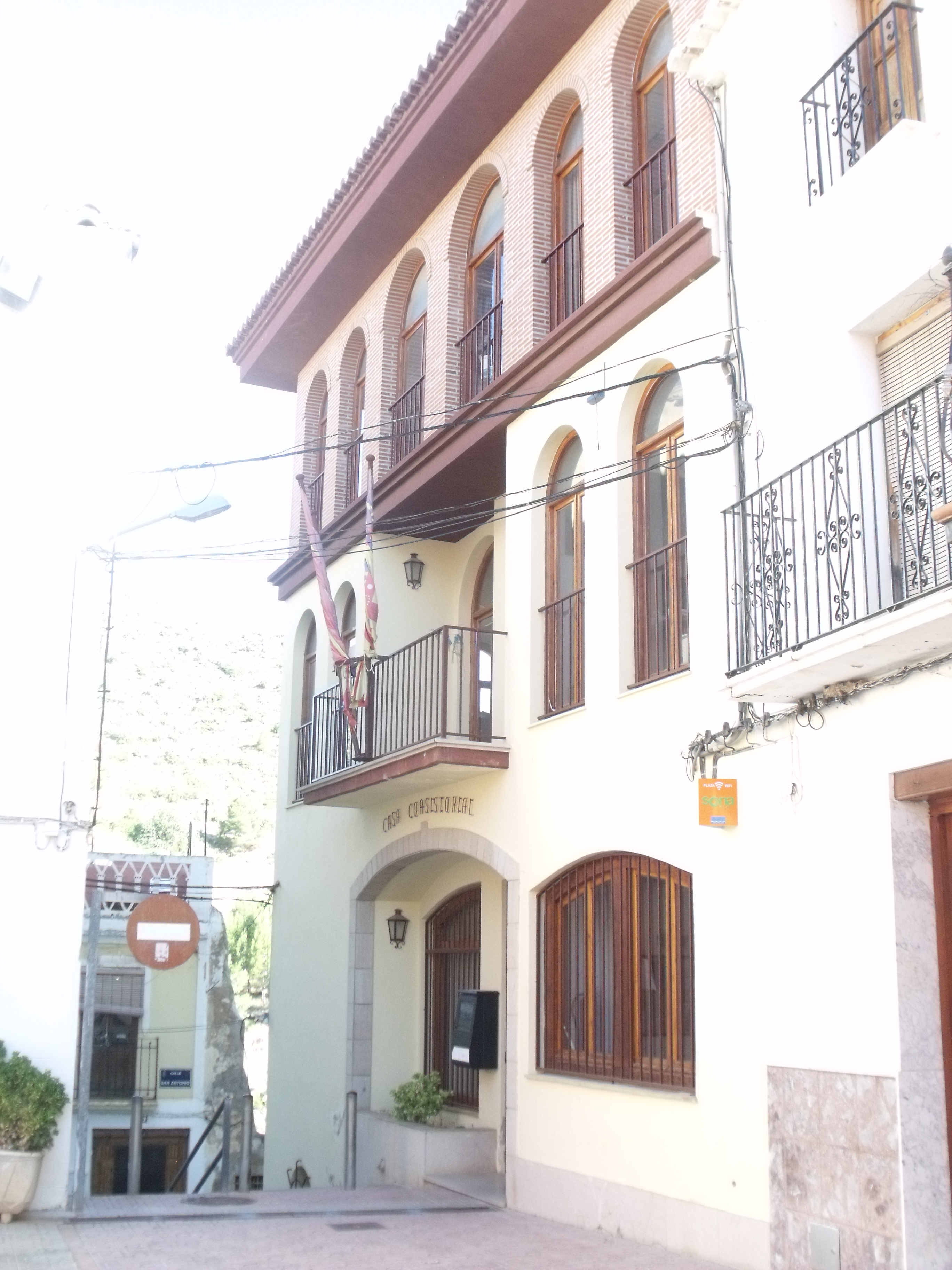
Rathaus

- Sebastianuskirche
- Marienkapelle
- Rathaus